# Seeleyosaurus
Seeleyosaurus là một chi plesiosauria đã tuyệt chủng. Nó được biết đến từ một bộ xương gần như hoàn chỉnh lớn từ bậc Lias muộn (tầng động vật Toarcian) ở Württemberg. Có dấu viết của rhomboidal flap trên da ở đỉnh đầu; nếu như vậy, nhiều plesiosauria có thể được trang bị theo cách này

## Phân loại

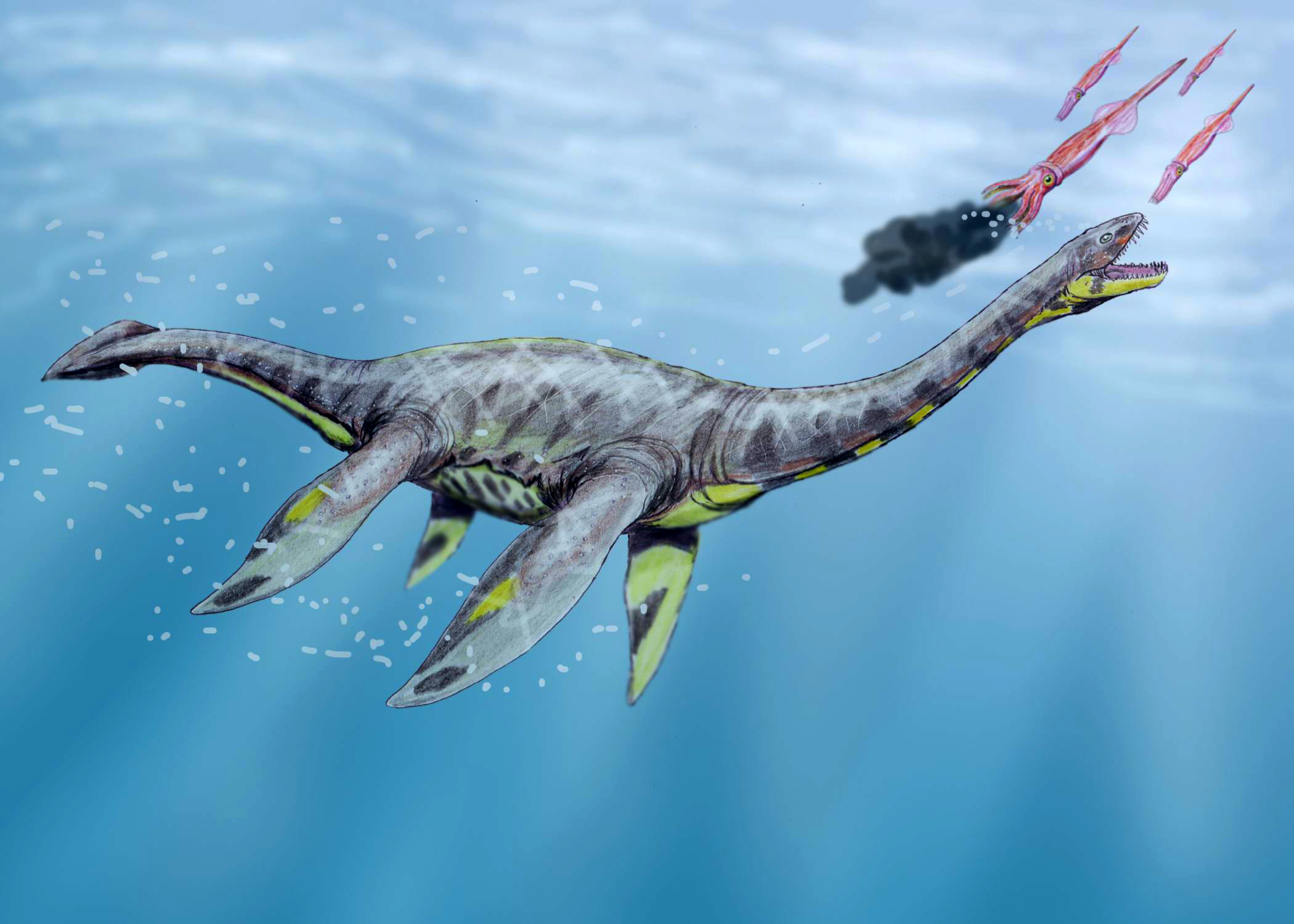
Phuc dựng của Seeleyosaurus

Cây phát sinh loài dưới đây dựa trên phân tíhh của Ketchum và Benson, 2011.